# Reschafim
Reschafim (hebräisch רְשָׁפִים Rəschafīm, deutsch ‚Gluten‘, oft in der ans Englische angelehnten Schreibung Reshafim) ist ein Kibbuz drei Kilometer südwestlich der Stadt Beit Scheʾan im Regionalverband ʿEmeq ha-Maʿejanot. Er wurde benannt nach dem Bibelvers:  Liebe ... Ihre Gluten sind Feuergluten.  (Hld 8,6 )
Die Gründer waren nicht-religiöse rumänische Überlebende des Holocaust und Mitglieder der sozialistischen Jugendbewegung ha-Schomer ha-Zaʿir. Zu ihnen gesellten sich bulgarische und palästinensische Juden und von 1949 an auch Flüchtlinge aus Polen. Ihnen wurde im Jahr 1948 Staatsland in der Aschrafie-Gegend zugeteilt, nachdem die arabischen Bewohner im Mai vor Einheiten der Golani-Brigade nach Jordanien geflüchtet waren. In einer provisorischen Siedlung wohnten sie zusammen mit Mitgliedern der orthodoxen Bnei-Akiva-Bewegung, welche Kibbuz Schluchot aufbauten. Diese enge Zusammenarbeit von nichtreligiösen und religiösen Juden war damals einzigartig.
In den 1950er Jahren vergrößerte sich die Einwohnerschaft des Kibbuz durch den Zuzug neuer Mitglieder des Ha-Schomer ha-Zaʿir aus Argentinien und die Aufnahme von Zöglingen der Jugendeinwanderung aus Marokko, der Türkei, Ägypten und Syrien, welche ohne Familie nach Israel gekommen waren. Von den 1960er Jahren an handelte es sich bei den meisten neuen Kibbutzniks um geborene Israelis, auch einige Freiwillige aus Europa ließen sich hier nieder.
Seit 1990 vollzieht sich in Reschafim eine tiefgreifende wirtschaftliche und soziale Wandlung. Die Privatisierung hat alle Teile des Kibbuzlebens ergriffen.